# Вэнь Тяньсян
Вэнь Тянься́н (кит. трад. 文天祥, пиньинь Wén Tiānxiáng; Man Tin Cheung; 6 июня 1236, Лулинь, империя Сун — 9 января 1283, Ханбалык, империя Юань) — китайский поэт, педагог и военный деятель времён империи Сун.

## Биография
Родился 6 июня 1236 года в уезде Лулинь Цзичжоуской области. Происходил из семьи чиновника. Получил хорошее образование. В 1254 году с успехом выдержал провинциальный экзамен, получив ученую степень гунши. В 1256 году сдал столичный экзамен, получивший звание чжуанюань. После этого занимал низкие правительственные должности, в частности, в Ведомстве наказаний и профекта города Ганьчжоу. С 1259 года стал приближённым первого министра империи.
С началом вторжения в 1275 году монгольских войск принимал активное участие в защите страны: создал отряд из 30 тысяч воинов, действовавший как партизанский. Борьба продолжалась до 1276 года, когда монгольский военачальник Баян (1236—1295) окружил армию Вэнь Тяньсяна. Надеясь предоставить отдых своим воинам, Вэнь отправился в лагерь к монголам. В это время пришла весть, что правительство Южной Сун приказало распустить армию Вэнь Тяньсяна. Воспользовавшись этим обстоятельством, Баян пытался арестовать последнего, однако тот сбежал. После этого Вэнь продолжал защищать южнокитайские города от монголов, в частности, Фучжоу, Лонян, Мэйчжоу.
В 1277 году Вэнь Тяньсяну удалось нанести поражение монголам и восстановить власть Сун в 10 уездах Ганьчжоу. Впрочем, вскоре китайцы вновь были разбиты. Наконец, в 1278 году Вэнь Тяньсян потерпел поражение на территории современной провинции Гуандун и попал в плен. Он отказался принять предложение перейти на службу к монголам, провёл в тюрьме 4 года и был казнён 9 января 1283 года.

## Поэзия
Был одним из самых талантливых поэтов периода Южной Сун. Его стихотворения «Плавание по морю Линдин», «Песня моего прямого духа» стали классикой в китайской литературе.

## Память
Вэнь Тяньсян является национальным героем Китая. Наряду с Лу Сюфу и Чжан Шицзи признается одним из «трёх выдающихся личностей в последние годы династии Сун». Ему установлены памятники в Пекине, Тайбэе, в Цзиане. Вэнь Тяньсян изображена в У Шуан Пу (無雙 譜, Таблица несравненных героев) Цзинь Гуляна

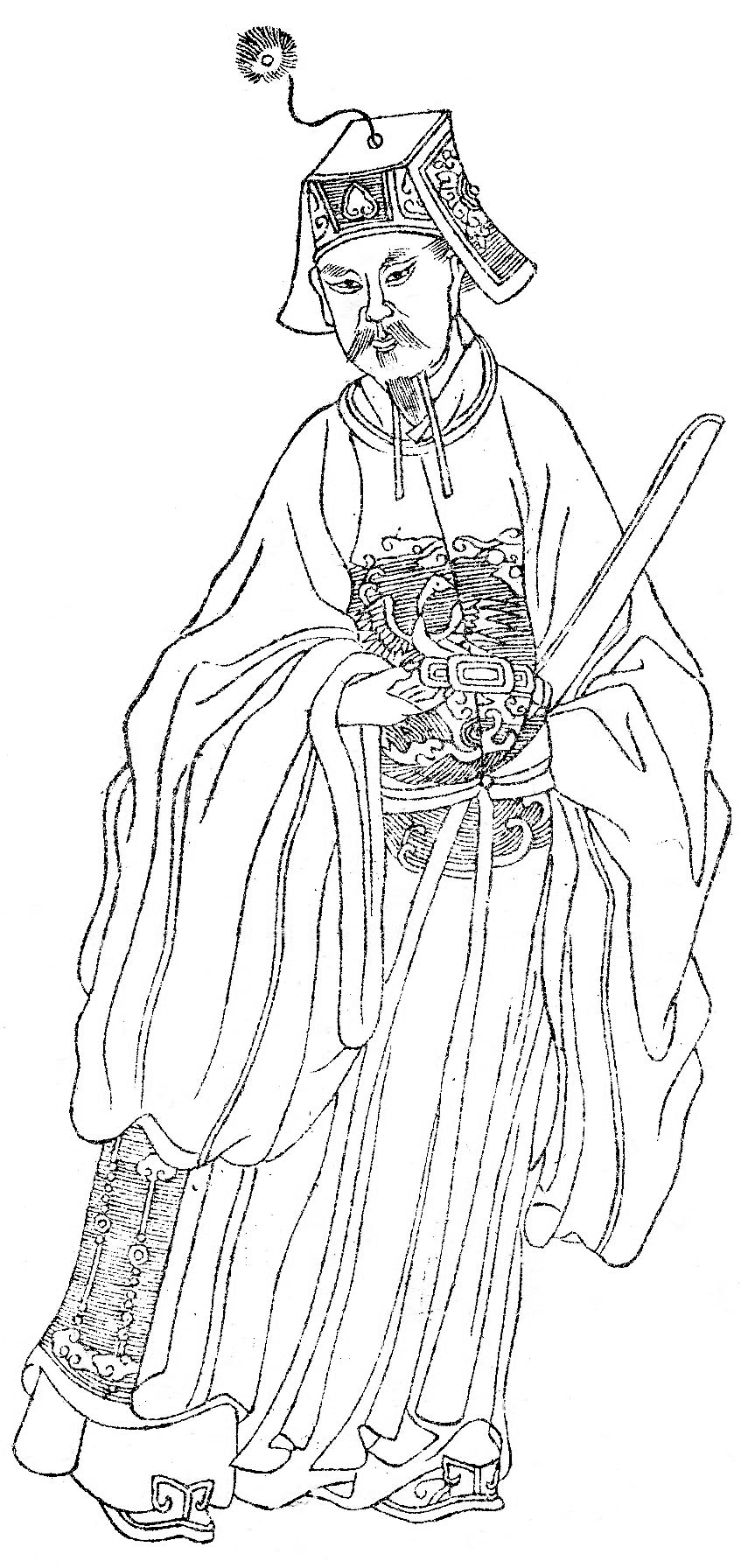
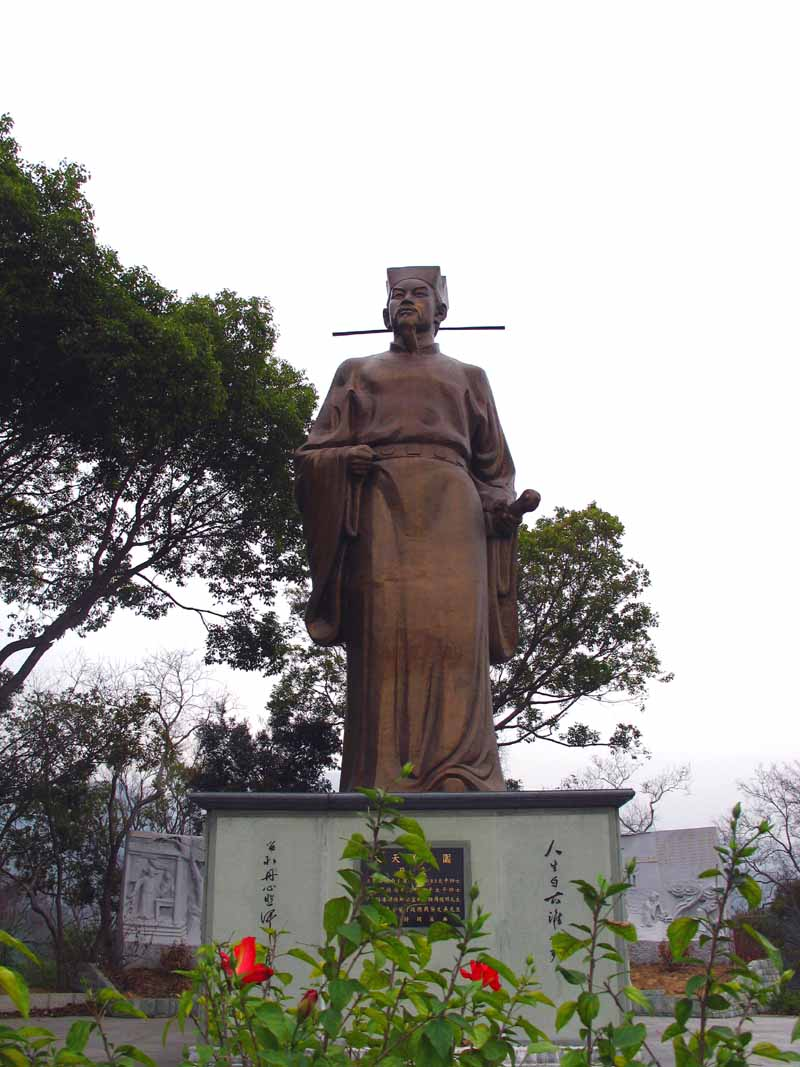
Памятник Вэнь Тяньсяну в Гонконге